# 두 여인 (1980년 영화)
"두 여인"은 1980년에 개봉한 대한민국의 영화이다.

## 캐스팅
- 윤일봉 : 민정환 역
- 김영란 : 강여사 역
- 고두심 : 선아 역
- 윤유선 : 민영란 역